# محمود عبد السلام عمر
محمود عبد الـ سلام عمر هو شخصية أعمال مصري، ولد في عقد 1930.